# Drzycim (gmina)
Drzycim est une gmina rurale du powiat de Świecie, Couïavie-Poméranie, dans le centre-nord de la Pologne. Son siège est le village de Drzycim, qui se situe environ 14 km au nord-ouest de Świecie, 49 km au nord-est de Bydgoszcz, et 57 km au nord de Toruń.
La gmina couvre une superficie de 107,92 km2 pour une population de 5 028 habitants.

## Géographie
La gmina est bordée par les gminy de Bukowiec, Koronowo, Lniano, Lubiewo et Pruszcz.